# سیارک ۲۰۸۷۹
سیارک ۲۰۸۷۹ (به انگلیسی: 20879 Chengyuhsuan، نامگذاری:2000VJ55) بیست هزار و هشتصد و هفتاد و نهمین سیارک کشف شده‌است که در ۳ نوامبر ۲۰۰۰ کشف شد.
قدر مطلق سیارک برابر ۱۵٫۸ است.